# Glomerula
Glomerula is een geslacht van uitgestorven borstelwormen, dat leefde van het Vroeg-Jura tot het Paleoceen.

## Beschrijving
De dikwandige, buisvormige kokertjes van deze kokerworm hadden een vrij kleine opening. Doordat de kokers van verschillende individuen verstrengeld raakten, leek de hele groep uiteindelijk op een slordig opgerold bolletje van losse eindjes touw. Daarom was het niet nodig om als groep aan de zeebodem verankerd te zijn. Het geslacht filterde het voedsel, dat bestond uit organische partikels en plankton, uit het zeewater.